# 61189 Ohsadaharu
61189 Ohsadaharu è un asteroide della fascia principale. Scoperto nel 2000, presenta un'orbita caratterizzata da un semiasse maggiore pari a 2,3843768 UA e da un'eccentricità di 0,1180302, inclinata di 5,48661° rispetto all'eclittica.